# Nueva Zelanda en los Juegos Olímpicos de la Juventud 2018
Nueva Zelanda compitió en los Juegos Olímpicos de la Juventud 2018 en Buenos Aires, Argentina, celebrados entre el 6 y el 18 de octubre de 2018. Obtuvo tres medallas de oro y una de plata.

## Medallero
| Medalla       | Oro | Plata | Bronce | Total |
| ------------- | --- | ----- | ------ | ----- |
| Total oficial | 3   | 1     | 0      | 4     |

## Bádminton
Nueva Zelanda clasificó a un atleta por su desempeño en el ranking junior.
- Masculino - Oscar Guo

## Baloncesto
Nueva Zelanda calificó a un equipo masculino basado en el Ranking de la Federación Nacional U18 3x3.
- Torneo masculino - 1 equipo de 4 atletas

## Voleibol playa
Nueva Zelanda clasificó ambos equipos masculino y femenino para esta disciplina.
- Torneo masculino - 1 equipo de 2 atletas
- Torneo femenino - 1 equipo de 2 atletas

## Canotaje
Nueva Zelanda clasificó tres botes para esta competencia.

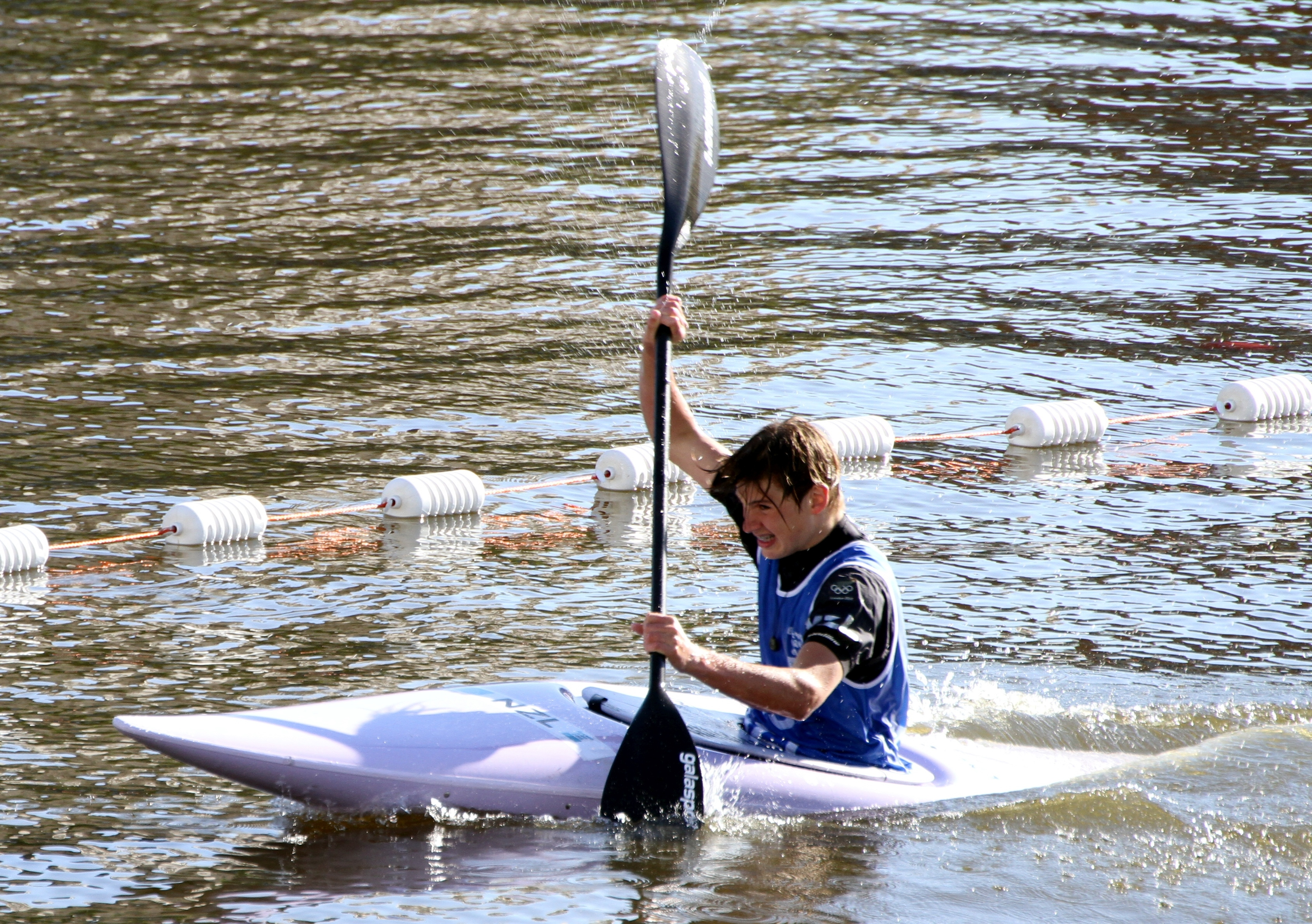
George Snook

- C1 Masculino - Finn Anderson
- K1 Masculino - George Snook
- C1 Femenino - Kahlia Cullwick

## Ciclismo
Nueva Zelanda clasificó dos equipos en categoría combinada y un equipo de BMX.
- Masculino - 1 equipo de 2 atletas
- Femenino - 1 equipo de 2 atletas
- BMX - 1 equipo de 2 atletas

## Equitación
Nueva Zelanda calificó a un corredor en base a su clasificación en el Ranking FEI World Jumping Challenge.
- Salto ecuestre individual - Briar Burnett-Grant

## Gimnasia

### Artística
Nueva Zelanda calificó a un gimnasta por su desempeño en el Campeonato Juvenil de Oceanía 2018.
- Individual masculino - 1 plaza

## Rugby
Nueva Zelanda calificó a un equipo femenino basado en su desempeño en el Campeonato de Rugby Sevens Sub-18 de Oceanía.

### Torneo femenino
- Tiana Davison
- Dhys Faleafaga
- Tynealle Fitzgerald
- Iritana Hohaia
- Jazmin Hotham
- Ricshay Lemanu
- Azalleyah Maaka
- Risaleaana Pouri-Lane
- Montessa Tairakena
- Kalyn Takitimu-Cook
- Arorangi Tauranga
- Hinemoa Watene

## Escalada
Nueva Zelanda calificó a un escalador deportivo por su desempeño en el Campeonato de Escalada Deportiva Juvenil de Oceanía 2017.
- Femenino - 1 plaza (Sarah Tetzlaff)

## Tenis de mesa
Nueva Zelanda calificó a dos jugadores de tenis de mesa según su desempeño en la clasificatoria de Oceanía.
- Masculino - Nathan Xu
- Femenino – Hui Ling Vong

## Triatlón
Nueva Zelanda calificó a dos atletas según su desempeño en el Clasificatorio de los Juegos Olímpicos Juveniles de Oceanía 2018.
- Masculino - Dylan McCullough
- Femenino - Brea Roderick

## Lucha
Nueva Zelanda calificó a cuatro luchadores por su desempeño en el Campeonato de Lucha de Oceanía 2018.
- -65kg Masculino - Westerly Ainsley
- -80kg Masculino - Ryan Marshall
- -60kg Masculino - Arapo Kellner
- -43kg Femenino - Ella Derry